# Беляков, Николай Кузьмич
Николай Кузьмич Беляков (1882, Тверская губерния — 1948) — член РСДРП(б) с 1907; начальник Управления по охране путей сообщения при Народном Комиссариате путей сообщения РСФСР (1918), член коллегии НКПС (1919—1920), комиссар Николаевской железной дороги.

## Биография
На Всероссийской конференции фронтовых и тыловых военных организаций РСДРП(б) (Петроград, 16—23 июня 1917 г.) был избран в состав Всероссийского Центрального бюро военных организаций при ЦК РСДРП(б).
В октябре 1917 года — комиссар Варшавского вокзала в Петрограде и Варшавской железной дороги.
В ноябре 1917 года на совместном заседании ВЦИК, Петроградского Совета рабочих и солдатских депутатов и Всероссийского исполкома Советов крестьянских депутатов был избран в состав делегации, отправлявшейся в Брест на переговоры с Германией.
С 30 января 1918 года — член Всероссийской междуведомственной чрезвычайной комиссии по охране железных дорог (ликвидирована на основании Декретов СНК от 26 марта 1918 г. и от 17 июля 1918 года № 600).
С 18 июня 1918 по 1920 год — член коллегии Народного комиссариата путей сообщения РСФСР (удостоверение подписано В. И. Лениным 25 июня 1918 г.).
Возглавлял Управление по охране путей сообщения при Народном Комиссариате путей сообщения, созданное в соответствии с Декретом СНК от 17 июля 1918 года № 600.
С февраля 1919 г., оставаясь членом коллегии, командирован в Транспортный отдел ВЧК «для постоянной связи и работы», при этом на него возложена работа с жалобами на ЧК.
С июля 1920 года — комиссар Николаевской железной дороги.
Работал начальником 15-й дистанции службы связи Октябрьской железной дороги.
В 1937 г., будучи заместителем директора Ленинградского Научно-исследовательского института промышленного транспорта, был арестован и «специальным совещанием НКВД» приговорён к пяти годам заключения. Реабилитирован.